# CBS News
A CBS News é a divisão de notícias do rede de televisão estadunidense CBS. Os programas de televisão da CBS News incluem o CBS Evening News, CBS Mornings, os dominicais CBS News Sunday Morning, 60 Minutes, 48 Hours, e o programa de assuntos políticos Face the Nation. A CBS News Radio produz noticiários de hora em hora para centenas de estações de rádio e também supervisiona os podcasts da CBS News, como o The Takeout Podcast. A CBS News também opera um canal de notícias online.
Até abril de 2021, a presidente e produtora executiva sênior da CBS News era Susan Zirinsky, que assumiu o cargo em 1º de março de 2019. Zirinsky, a primeira mulher presidente da divisão de notícias da rede, foi anunciada como a escolha para substituir David Rhodes em 6 de janeiro de 2019. O anúncio veio em meio a notícias de que Rhodes deixaria o cargo de presidente da CBS News "em meio à queda de audiência e como consequência de revelações de uma investigação sobre alegações de má conduta sexual" contra personalidades da CBS News e Rhodes.
Em 15 de abril de 2021, CBS Television Stations e CBS News anunciaram que suas respectivas divisões se fundiriam em uma única divisão, a ser denominada CBS News and Stations. Também foi anunciado que Neeraj Khemlani, ex-vice-presidente executivo da Hearst Newspapers, e Wendy McMahon, ex-presidente do ABC Owned Television Stations Group, foram nomeados presidentes e co-responsáveis pelo núcleo. Essa transição foi concluída em 3 de maio.

## Programas produzidos
- CBS Overnight News (21 de setembro de 2015 – atualmente)
- CBS Morning News (4 de outubro de1982 – atualmente)
- CBS Evening News (1º de julho de 1941 – atualmente)
- CBS Mornings (7 de setembro de 2021 – atualmente)
- CBS Saturday Morning (18 de setembro de 2021 – atualmente)
- CBS Weekend News (7 de maio de 2016 – atualmente)
- 48 Hours (19 de janeiro de 1988 – atualmente)
- CBS News Sunday Morning (28 de janeiro de 1979 – atualmente)
- Face the Nation (7 de novembro de 1954 – atualmente)
- 60 Minutes (24 de setembro de 1968 – atualmente)
- 60 Minutes+ (março de 2021 – atualmente)
- CBS News Flash (agosto de 2021 – atualmente)